# Howard City (Nebraska)
Howard City es una villa ubicada en el condado de Howard en el estado estadounidense de Nebraska. En el Censo de 2010 tenía una población de 189 habitantes y una densidad poblacional de 102,63 personas por km².

## Geografía
Howard City se encuentra ubicada en las coordenadas 41°4′32″N 98°42′55″O / 41.07556, -98.71528. Según la Oficina del Censo de los Estados Unidos, Howard City tiene una superficie total de 1.84 km², de la cual 1.84 km² corresponden a tierra firme y (0.14%) 0 km² es agua.

## Demografía
Según el censo de 2010, había 189 personas residiendo en Howard City. La densidad de población era de 102,63 hab./km². De los 189 habitantes, Howard City estaba compuesto por el 97.35% blancos, el 0% eran afroamericanos, el 2.65% eran amerindios, el 0% eran asiáticos, el 0% eran isleños del Pacífico, el 0% eran de otras razas y el 0% pertenecían a dos o más razas. Del total de la población el 5.29% eran hispanos o latinos de cualquier raza.